# Korseld

Grafisk representation av korseld

Korseld i allmänt tal betyder beskjutning från flera olika håll. Som militärt begrepp innebär det att man i en försvarsställning låter två eller flera automateldgivningsbanor svepa över delvis samma område. Risken för den anfallande parten att bli träffad ökar därmed avsevärt. Konceptet med korseld fick sitt stora genombrott under första världskriget där det bidrog till oerhörda människoförluster.

## Historisk betydelse
Korseld, eld riktad från två eller flera fronter mot samma mål, där skjutlinjerna vanligtvis korsar varandra i spetsig vinkel, har haft sin tillämpning i både fält- och fästningskrigföring.
Även om korseld har varit en effektiv taktik mot samlade infanteristyrkor så länge som skjutvapen har funnits, fick den särskild betydelse med tillkomsten av automatiska vapen, särskilt under skyttegravskrigföringen under första världskriget. Maskingevär grupperades för att skydda varandra och göra korsningen av Ingenmansland särskilt kostsam för fiendens styrkor.
Med introduktionen av pansarfordon och effektiva flygvapen förändrades betydelsen av denna taktik, men även med användning av moderna vapen förblir organisering av överlappande eldområden för de enskilda vapnen det grundläggande ”hantverket” inom eldstriden, till exempel för att kunna angripa stridsvagnar på de svagare pansarsidorna eller att begränsa fiendens infanteri.

## Idiomatisk användning
Termen ”korseld” används också i samband med till exempel kritik. Den angripne utsätts för attacker från flera håll, och står i korselden precis som en soldat på slagfältet.